# Гросарль
Гросарль — містечко та ярмаркова громада в Австрійській землі Зальцбург. Місто належить округу Санкт-Йоганн-ім-Понгау.